# Negrini Speedway
Il Negrini Speedway fu il primo tubone prodotto dalla Negrini di Savignano sul Panaro, in provincia di Modena. La produzione iniziò nel 1973.
Il ciclomotore presentava un'originale linea caratterizzata dalla presenza della culla per il motore, particolare assente sulla quasi totalità dei tuboni. Lo Speedway era equipaggiato con un motore Franco Morini a quattro rapporti, il classico "ovalino" 4MP/T.